# 嗜冷科维尔氏菌
嗜冷科维尔氏菌（学名：Colwellia psychrotropica）是科尔韦氏菌属的下属物种。此物种是一种革兰氏阴性、过氧化氢酶阳性、细胞色素c氧化酶阳性且兼性嗜冷的杆状细菌。此物种最早从南极海洋盐分半积湖（伯顿湖）的重斜层中分离出来。

## 历史
嗜冷科维尔氏菌首次被描述于1998年，连同其他三个物种，包括荷氏科维尔氏菌、罗斯海科维尔氏菌和戴明氏科维尔氏菌一起被描述。这四个物种都是从南极洲的海水中分离出来的。

## 词源
“psychrotropica”是一个新拉丁阴性形容词，由以下组成：
- 希腊阳性形容词“psychros”，意思是寒冷
- 拉丁阴性形容词“tropica”，意思是热带或环绕

因此，“psychrotropica”的意思是对寒冷有亲和力或喜欢寒冷环境。

## 系统发育学分类
基于16S rRNA基因序列的系统发育分析表明菌株ACAM 179T属于科尔韦氏菌属。发现菌株ACAM 179T与科尔韦氏菌属其他分离自南极的物种具有95.2%至100%的16S rRNA基因序列相似性。而通过DNA-DNA杂交显示菌株ACAM 179T与科尔韦氏菌属其他物种具有95.1%至97.8%的序列相似性。

## 描述
嗜冷科维尔氏菌是一种兼性厌氧且化能异养的革兰氏阴性菌。它能够最佳18°C，最高26℃的条件下生长，因此它是一种兼性嗜冷的生物 。它的细胞是直至弯曲杆状的，长1.5µm至3µm，宽0.4µm至0.8µm。它的过氧化氢酶和细胞色素c氧化酶测试呈阳性。菌落呈灰白色，具有黏稠度、凸圆形，具有完整的叶状边缘。

## 拓展阅读
- Yumoto, Isao, ed. Cold-adapted Microorganisms. Horizon Scientific Press, 2013. （页面存档备份，存于）
- Brenner, Don J., et al. Bergey’s Manual of Systematic Bacteriology, vol. 2. "The Proteobacteria." East Lansing, USA 183 (2005). （页面存档备份，存于）
- Dworkin, Martin, and Stanley Falkow, eds. The Prokaryotes: "Vol. 6: Proteobacteria: Gamma Subclass." Springer, 2006. （页面存档备份，存于）
- Stan-Lotter, Helga, and Sergiu Fendrihan. Adaption of Microbial Life to Environmental Extremes. Springer Wien, New York, 2012. （页面存档备份，存于）